# Condylostylus haereticus
Condylostylus haereticus är en tvåvingeart som först beskrevs av Walker 1860.  Condylostylus haereticus ingår i släktet Condylostylus och familjen styltflugor. Inga underarter finns listade i Catalogue of Life.